# 안테나 3 (스페인의 텔레비전 채널)
안테나3(스페인어: Antena 3 안테나 트레스[*])는 스페인의 지상파 텔레비전 채널로 방송 기업인 Atresmedia Televisión에 속해있다. Atresmedia Televisión의 주요 주주는 Planeta DeAgostini와 RTL 그룹이다.
1989년 12월 25일에 시험방송을 실시하였고, 1990년 1월 25일에 스페인 최초로 전국을 방송 권역으로 하는 민영 방송으로 개국하였다.
본사는 스페인 마드리드에 있는 산 세바스티안 데 레예스에 위치해있다.

## 주요 프로그램
- 안테나3 노티시아스(Antena 3 Noticias) : 뉴스
- 아키 노 하이 키엔 비바(Aquí no hay quien viva) : 코미디
- 피시카 오 키미카(Física o Química) : 코미디
- El Barco : 드라마
- Los Protegidos : 콜롬비아 RCN 텔레비전의 드라마
- 엘 인터나도(El Internado) : 드라마
- 벨벳 (Velvet) : 드라마
- 심슨 가족 : 미국 폭스 방송의 애니메이션
- 엘 호미게로(El hormiguero) : 토크 쇼

## 같이 보기
- RTL 그룹